# Dinosauromorpha
Dinosauromorpha je název kladu archosaurů, který zahrnuje samotné dinosaury a jejich nejbližší přímé vývojové příbuzné. Zástupci této skupiny se objevují nejpozději v období středního triasu (asi před 245 miliony let) a známe je díky kosterním fosiliím i fosilním otiskům stop z různých míst světa.

## Historie a popis
Název tomuto kladu dal poprvé americký paleontolog Michael J. Benton v roce 1984, klad systematicky definoval jiný paleontolog Paul Sereno v roce 1991. Dle jeho novější definice z roku 2005 pak patří mezi dinosauromorfy vrabec obecný (Passer domesticus, Linnaeus 1758) a všichni živočichové bližší vrabci než pterodaktylovi (Pterodactylus antiquus, Soemmerring 1812), ornitosuchovi (Ornithosuchus woodwardi, Newton 1894) a krokodýlovi nilskému (Crocodilus niloticus, Laurenti 1768).
Mezi dinosauromorfy patří kromě pravých dinosaurů také jim blízce příbuzné rody jako Dromomeron, Lagerpeton a všichni zástupci skupiny Dinosauriformes (např. skupina Silesauridae).
Objevy z Brazílie dokazují, že dinosauromorfové se svými dinosauřími příbuznými sdíleli ekosystémy po velmi dlouhou dobu, a to po přinejmenším 21 milionů let.
Je možné, že tito předkové a příbuzní dinosaurů kladli vajíčka s měkkou, kožovitou skořápkou (a nikoliv pevnou, biomineralizovanou skořápkou, jakou produkují samice dnešních ptáků).